# Culex quasioriginator
Culex quasioriginator är en tvåvingeart som beskrevs av Duret 1972. Culex quasioriginator ingår i släktet Culex och familjen stickmyggor. Inga underarter finns listade i Catalogue of Life.